# México en la Copa América Centenario
La Selección de fútbol de México fue uno de los 16 equipos participantes en la Copa América Centenario 2016, torneo netamente continental que conmemora el centenario del certamen, y que se llevó a cabo entre el 3 y el 26 de junio de 2016 en Estados Unidos. Fue la décima participación de México.
El sorteo de la Copa América, realizado el 21 de febrero en Nueva York, determinó que México dispute sus partidos en el grupo C junto a Uruguay, Jamaica y Venezuel, en ese orden.

## Preparación

### Amistosos previos
| 10 de febrero de 2016, 20:36 (UTC-4) | México                   | 2:0 (0:0) | Senegal | Marlins Park, Miami                                      |                                                          |
|                                      | Dueñas 73' · Pizarro 87' | Reporte   |         | Asistencia: 15 588 espectadores Árbitro(s): Jair Marrufo | Asistencia: 15 588 espectadores Árbitro(s): Jair Marrufo |

| 28 de mayo de 2016, 16:00 | México       | 1:0 (1:0) | Paraguay | Georgia Dome, Atlanta                                       |                                                             |
|                           | Guardado 32' | Reporte   |          | Asistencia: 63 049 espectadores Árbitro(s): Edvin Jurisevic | Asistencia: 63 049 espectadores Árbitro(s): Edvin Jurisevic |

| 1 de junio de 2016, 19:00 (UTC−7) | México           | 1:0 (0:0) | Chile | Estadio Qualcomm, San Diego                                  |                                                              |
|                                   | J. Hernández 86' | Reporte   |       | Asistencia: 68 254 espectadores Árbitro(s): Baldomero Toledo | Asistencia: 68 254 espectadores Árbitro(s): Baldomero Toledo |

## Jugadores
- Lista provisional de 40 jugadores anunciada el 2 de mayo de 2016.[3][4]
- Lista final de 23 jugadores anunciada el 17 de mayo de 2016.[5][6][7]

| #     | Nombre               | Posición           | Nacimiento (Edad)                   | PJ Sel             | G                  | Club               |
| ----- | -------------------- | ------------------ | ----------------------------------- | ------------------ | ------------------ | ------------------ |
| 1     | José de Jesús Corona | Portero            | 26 de enero de 1981 (-36 años)      | 42                 | 0                  | Cruz Azul          |
| 2     | Néstor Araujo        | Defensa            | 21 de agosto de 1991 (-25 años)     | 5                  | 1                  | Santos Laguna      |
| 3     | Yasser Corona        | Defensa            | 28 de julio de 1987 (-29 años)      | 4                  | 0                  | Querétaro          |
| 4     | Rafael Márquez       | Defensa            | 13 de febrero de 1979 (-38 años)    | 129                | 15                 | Atlas              |
| 5     | Diego Reyes          | Defensa            | 19 de septiembre de 1992 (-24 años) | 32                 | 0                  | Real Sociedad      |
| 6     | Jorge Torres Nilo    | Defensa            | 16 de enero de 1988 (-29 años)      | 45                 | 1                  | Tigres UANL        |
| 7     | Miguel Layún         | Defensa            | 25 de junio de 1988 (-28 años)      | 38                 | 3                  | Porto              |
| 8     | Hirving Lozano       | Delantero          | 30 de julio de 1995 (-21 años)      | 2                  | 1                  | Pachuca            |
| 9     | Raúl Jiménez         | Delantero          | 5 de mayo de 1991 (-26 años)        | 42                 | 8                  | Benfica            |
| 10    | Jesús Manuel Corona  | Delantero          | 6 de enero de 1993 (-24 años)       | 20                 | 5                  | Porto              |
| 11    | Javier Aquino        | Centrocampista     | 11 de febrero de 1990 (-27 años)    | 35                 | 0                  | Tigres UANL        |
| 12    | Alfredo Talavera     | Portero            | 18 de septiembre de 1982 (-34 años) | 20                 | 0                  | Toluca             |
| 13    | Guillermo Ochoa      | Portero            | 13 de julio de 1985 (-31 años)      | 74                 | 0                  | Málaga             |
| 14    | Javier Hernández     | Delantero          | 1 de junio de 1988 (-29 años)       | 80                 | 43                 | Bayer Leverkusen   |
| 15    | Héctor Moreno        | Defensa            | 17 de enero de 1988 (-29 años)      | 66                 | 1                  | PSV Eindhoven      |
| 16    | Héctor Herrera       | Centrocampista     | 19 de abril de 1990 (-27 años)      | 39                 | 3                  | Porto              |
| 17    | Cándido Ramírez1     | Centrocampista     | 5 de junio de 1993 (-23 años)       | 1                  | 1                  | Monterrey          |
| 18    | Andrés Guardado      | Centrocampista     | 28 de septiembre de 1986 (-30 años) | 124                | 23                 | PSV Eindhoven      |
| 19    | Oribe Peralta        | Delantero          | 12 de enero de 1984 (-33 años)      | 46                 | 21                 | América            |
| 20    | Jesús Dueñas         | Centrocampista     | 16 de marzo de 1989 (-28 años)      | 6                  | 1                  | Tigres UANL        |
| 21    | Carlos Peña          | Centrocampista     | 25 de marzo de 1990 (-27 años)      | 18                 | 2                  | Guadalajara        |
| 22    | Paul Aguilar         | Defensa            | 6 de marzo de 1986 (-31 años)       | 50                 | 5                  | América            |
| 23    | Jesús Molina         | Defensa            | 29 de marzo de 1988 (-29 años)      | 11                 | 0                  | Santos Laguna      |
| D. T. | Juan Carlos Osorio   | Juan Carlos Osorio | Juan Carlos Osorio                  | Juan Carlos Osorio | Juan Carlos Osorio | Juan Carlos Osorio |

## Participación

### Partidos
| Fecha       | Lugar       | Instancia        | Local  |                   | Resultado |                      | Visitante |
| ----------- | ----------- | ---------------- | ------ | ----------------- | --------- | -------------------- | --------- |
| 5 de junio  | Glendale    | Fase de grupos   | México | Bandera de México | 3:1 (1:0) | Bandera de Uruguay   | Uruguay   |
| 9 de junio  | Pasadena    | Fase de grupos   | México | Bandera de México | 2:0 (1:0) | Bandera de Jamaica   | Jamaica   |
| 13 de junio | Houston     | Fase de grupos   | México | Bandera de México | 1:1 (0:1) | Bandera de Venezuela | Venezuela |
| 18 de junio | Santa Clara | Cuartos de final | México | Bandera de México | 0:7 (0:2) | Bandera de Chile     | Chile     |

### Grupo C
| Selección | Pts. | PJ | PG | PE | PP | GF | GC | Dif |
| --------- | ---- | -- | -- | -- | -- | -- | -- | --- |
| México    | 7    | 3  | 2  | 1  | 0  | 6  | 2  | 4   |
| Venezuela | 7    | 3  | 2  | 1  | 0  | 3  | 1  | 2   |
| Uruguay   | 3    | 3  | 1  | 0  | 2  | 4  | 4  | 0   |
| Jamaica   | 0    | 3  | 0  | 0  | 3  | 0  | 6  | -6  |

#### México - Uruguay
| 5 de junio de 2016, 17:00 (UTC-6) | México                                             | 3:1 (1:0) | Uruguay   | Estadio Universidad Phoenix, Glendale                       |                                                             |
|                                   | A. Pereira 4' (a.g.) · Márquez 85' · Herrera 90+2' | Reporte   | Godín 74' | Asistencia: 60 025 espectadores Árbitro(s): Enrique Cáceres | Asistencia: 60 025 espectadores Árbitro(s): Enrique Cáceres |

| 12         | POR        | Alfredo Talavera   |     |
| 2          | DEF        | Néstor Araujo      |     |
| 5          | DEF        | Diego Reyes        |     |
| 15         | DEF        | Héctor Moreno      |     |
| 7          | DEF        | Miguel Layún       |     |
| 16         | MED        | Héctor Herrera     |     |
| 4          | MED        | Rafael Márquez     |     |
| 18         | MED        | Andrés Guardado    |     |
| 10         | DEL        | Jesús Corona       | 61' |
| 14         | DEL        | Javier Hernández   | 83' |
| 11         | DEL        | Javier Aquino      | 55' |
| Entrenador | Entrenador | Juan Carlos Osorio |     |

| 1          | POR        | Fernando Muslera    |     |
| 16         | DEF        | Maximiliano Pereira |     |
| 2          | DEF        | José María Giménez  |     |
| 3          | DEF        | Diego Godín         |     |
| 6          | DEF        | Álvaro Pereira      |     |
| 5          | MED        | Carlos Sánchez      | 84' |
| 17         | MED        | Egidio Arévalo Ríos |     |
| 15         | MED        | Matías Vecino       |     |
| 14         | MED        | Nicolás Lodeiro     | 46' |
| 21         | DEL        | Edinson Cavani      |     |
| 22         | DEL        | Diego Rolán         | 60' |
| Entrenador | Entrenador | Óscar Tabárez       |     |

| 8  | DEL | Hirving Lozano | 55' |
| 20 | MED | Jesús Dueñas   | 61' |
| 9  | DEL | Raúl Jiménez   | 83' |

| 20 | MED | Álvaro González | 46' |
| 8  | DEL | Abel Hernández  | 60' |
| 10 | MED | Gastón Ramírez  | 84' |

| Amonestado | 26'   | Andrés Guardado |  |
| Amonestado | 90+3' | Raúl Jiménez    |  |

| Amonestado | 28' | Matías Vecino       |  |
| Amonestado | 60' | José María Giménez  |  |
| Amonestado | 68' | Maximiliano Pereira |  |
| Amonestado | 84' | Diego Godín         |  |

| Otorgado · Expulsado | 73' | Andrés Guardado |  |

| Otorgado · Expulsado | 45' | Matías Vecino |  |

| Anotado · Autogol | 4'    | Álvaro Pereira | 1-0 |
| Anotado           | 85'   | Rafael Márquez | 2-1 |
| Anotado           | 90+2' | Héctor Herrera | 3-1 |

| Anotado | 74' | Diego Godín | 1-1 |

| Árbitro                      | Enrique Cáceres    |
| Árbitros asistentes          | Eduardo Cardozo    |
| Árbitros asistentes          | Milciades Saldívar |
| Cuarto árbitro               | Gery Vargas        |
| Árbitro asistente de reserva | Darío Gaona        |

| 12         | POR        | Alfredo Talavera   |     |
| 2          | DEF        | Néstor Araujo      |     |
| 5          | DEF        | Diego Reyes        |     |
| 15         | DEF        | Héctor Moreno      |     |
| 7          | DEF        | Miguel Layún       |     |
| 16         | MED        | Héctor Herrera     |     |
| 4          | MED        | Rafael Márquez     |     |
| 18         | MED        | Andrés Guardado    |     |
| 10         | DEL        | Jesús Corona       | 61' |
| 14         | DEL        | Javier Hernández   | 83' |
| 11         | DEL        | Javier Aquino      | 55' |
| Entrenador | Entrenador | Juan Carlos Osorio |     |

| 1          | POR        | Fernando Muslera    |     |
| 16         | DEF        | Maximiliano Pereira |     |
| 2          | DEF        | José María Giménez  |     |
| 3          | DEF        | Diego Godín         |     |
| 6          | DEF        | Álvaro Pereira      |     |
| 5          | MED        | Carlos Sánchez      | 84' |
| 17         | MED        | Egidio Arévalo Ríos |     |
| 15         | MED        | Matías Vecino       |     |
| 14         | MED        | Nicolás Lodeiro     | 46' |
| 21         | DEL        | Edinson Cavani      |     |
| 22         | DEL        | Diego Rolán         | 60' |
| Entrenador | Entrenador | Óscar Tabárez       |     |

| 8  | DEL | Hirving Lozano | 55' |
| 20 | MED | Jesús Dueñas   | 61' |
| 9  | DEL | Raúl Jiménez   | 83' |

| 20 | MED | Álvaro González | 46' |
| 8  | DEL | Abel Hernández  | 60' |
| 10 | MED | Gastón Ramírez  | 84' |

| Amonestado | 26'   | Andrés Guardado |  |
| Amonestado | 90+3' | Raúl Jiménez    |  |

| Amonestado | 28' | Matías Vecino       |  |
| Amonestado | 60' | José María Giménez  |  |
| Amonestado | 68' | Maximiliano Pereira |  |
| Amonestado | 84' | Diego Godín         |  |

| Otorgado · Expulsado | 73' | Andrés Guardado |  |

| Otorgado · Expulsado | 45' | Matías Vecino |  |

| Anotado · Autogol | 4'    | Álvaro Pereira | 1-0 |
| Anotado           | 85'   | Rafael Márquez | 2-1 |
| Anotado           | 90+2' | Héctor Herrera | 3-1 |

| Anotado | 74' | Diego Godín | 1-1 |

| Árbitro                      | Enrique Cáceres    |
| Árbitros asistentes          | Eduardo Cardozo    |
| Árbitros asistentes          | Milciades Saldívar |
| Cuarto árbitro               | Gery Vargas        |
| Árbitro asistente de reserva | Darío Gaona        |

|  |

| \| Estadísticas \| \| \| \| Tiros \| 11 \| 6 \| \| Tiros a puerta \| 8 \| 2 \| \| Faltas \| 18 \| 18 \| \| Saques de esquina \| 6 \| 5 \| \| Penalties \| 0 \| 0 \| \| Fueras de juego \| 2 \| 5 \| \| Posesión de balón \| 56 % \| 44 % \| | .                 |                    |
| Estadísticas | Bandera de México | Bandera de Uruguay |
| Tiros | 11                | 6                  |
| Tiros a puerta | 8                 | 2                  |
| Faltas | 18                | 18                 |
| Saques de esquina | 6                 | 5                  |
| Penalties | 0                 | 0                  |
| Fueras de juego | 2                 | 5                  |
| Posesión de balón | 56 %              | 44 %               |

#### México - Jamaica
| 9 de junio de 2016, 19:00 (UTC-7) | México                      | 2:0 (1:0) | Jamaica | Estadio Rose Bowl, Pasadena                                |                                                            |
|                                   | Hernández 17' · Peralta 80' | Reporte   |         | Asistencia: 83 263 espectadores Árbitro(s): Wilton Sampaio | Asistencia: 83 263 espectadores Árbitro(s): Wilton Sampaio |

| 13         | POR        | Guillermo Ochoa    |     |
| 2          | DEF        | Néstor Araujo      |     |
| 15         | DEF        | Héctor Moreno      |     |
| 3          | DEF        | Yasser Corona      |     |
| 4          | DEF        | Rafael Márquez     |     |
| 16         | MED        | Héctor Herrera     |     |
| 20         | MED        | Jesús Dueñas       | 72' |
| 7          | MED        | Miguel Layún       |     |
| 7          | DEL        | Raúl Jiménez       |     |
| 14         | DEL        | Javier Hernández   | 77' |
| 10         | DEL        | Jesús Corona       | 63' |
| Entrenador | Entrenador | Juan Carlos Osorio |     |

| 1          | POR        | Andre Blake       |     |
| 15         | DEF        | Je-Vaughn Watson  |     |
| 19         | DEF        | Adrian Mariappa   |     |
| 4          | DEF        | Wes Morgan        |     |
| 21         | DEF        | Jermaine Taylor   |     |
| 22         | MED        | Garath McCleary   |     |
| 3          | MED        | Michael Hector    |     |
| 16         | MED        | Lee Williamson    | 77' |
| 10         | MED        | Jobi McAnuff      | 62' |
| 8          | DEL        | Clayton Donaldson |     |
| 9          | DEL        | Giles Barnes      |     |
| Entrenador | Entrenador | Winfried Schäfer  |     |

| 8  | DEL | Hirving Lozano | 55' |
| 23 | MED | Jesús Molina   | 72' |
| 19 | DEL | Oribe Peralta  | 77' |

| 20 | MED | Michael Binns | 62' |
| 6  | DEL | Dever Orgill  | 77' |

| Amonestado | 28' | Je-Vaughn Watson |  |

| Anotado | 18' | Javier Hernández | 1-0 |
| Anotado | 80' | Oribe Peralta    | 2-0 |

| Árbitro                      | Wilton Sampaio      |
| Árbitros asistentes          | Gustavo Rossi       |
| Árbitros asistentes          | John Alexander León |
| Cuarto árbitro               | Ricardo Montero     |
| Árbitro asistente de reserva | Octavio Jara        |

| 13         | POR        | Guillermo Ochoa    |     |
| 2          | DEF        | Néstor Araujo      |     |
| 15         | DEF        | Héctor Moreno      |     |
| 3          | DEF        | Yasser Corona      |     |
| 4          | DEF        | Rafael Márquez     |     |
| 16         | MED        | Héctor Herrera     |     |
| 20         | MED        | Jesús Dueñas       | 72' |
| 7          | MED        | Miguel Layún       |     |
| 7          | DEL        | Raúl Jiménez       |     |
| 14         | DEL        | Javier Hernández   | 77' |
| 10         | DEL        | Jesús Corona       | 63' |
| Entrenador | Entrenador | Juan Carlos Osorio |     |

| 1          | POR        | Andre Blake       |     |
| 15         | DEF        | Je-Vaughn Watson  |     |
| 19         | DEF        | Adrian Mariappa   |     |
| 4          | DEF        | Wes Morgan        |     |
| 21         | DEF        | Jermaine Taylor   |     |
| 22         | MED        | Garath McCleary   |     |
| 3          | MED        | Michael Hector    |     |
| 16         | MED        | Lee Williamson    | 77' |
| 10         | MED        | Jobi McAnuff      | 62' |
| 8          | DEL        | Clayton Donaldson |     |
| 9          | DEL        | Giles Barnes      |     |
| Entrenador | Entrenador | Winfried Schäfer  |     |

| 8  | DEL | Hirving Lozano | 55' |
| 23 | MED | Jesús Molina   | 72' |
| 19 | DEL | Oribe Peralta  | 77' |

| 20 | MED | Michael Binns | 62' |
| 6  | DEL | Dever Orgill  | 77' |

| Amonestado | 28' | Je-Vaughn Watson |  |

| Anotado | 18' | Javier Hernández | 1-0 |
| Anotado | 80' | Oribe Peralta    | 2-0 |

| Árbitro                      | Wilton Sampaio      |
| Árbitros asistentes          | Gustavo Rossi       |
| Árbitros asistentes          | John Alexander León |
| Cuarto árbitro               | Ricardo Montero     |
| Árbitro asistente de reserva | Octavio Jara        |

|  |

| \| Estadísticas \| \| \| \| Tiros \| 16 \| 7 \| \| Tiros a puerta \| 6 \| 3 \| \| Faltas \| 10 \| 13 \| \| Saques de esquina \| 4 \| 4 \| \| Penalties \| 0 \| 0 \| \| Fueras de juego \| 2 \| 1 \| \| Posesión de balón \| 60 % \| 40 % \| |                   |                    |
| Estadísticas | Bandera de México | Bandera de Jamaica |
| Tiros | 16                | 7                  |
| Tiros a puerta | 6                 | 3                  |
| Faltas | 10                | 13                 |
| Saques de esquina | 4                 | 4                  |
| Penalties | 0                 | 0                  |
| Fueras de juego | 2                 | 1                  |
| Posesión de balón | 60 %              | 40 %               |

#### México - Venezuela
| 13 de junio de 2016, 19:00 (UTC-5) | México     | 1:1 (0:1) | Venezuela     | Estadio NRG, Houston                                       |                                                            |
|                                    | Corona 80' | Reporte   | Velásquez 10' | Asistencia: 67 319 espectadores Árbitro(s): Yadel Martínez | Asistencia: 67 319 espectadores Árbitro(s): Yadel Martínez |

| 1          | Guardameta     | José de Jesús Corona |     |
| 2          | Defensa        | Paul Aguilar         |     |
| 5          | Defensa        | Diego Reyes          |     |
| 15         | Defensa        | Héctor Moreno        |     |
| 6          | Defensa        | Jorge Torres Nilo    | 46' |
| 16         | Centrocampista | Héctor Herrera       |     |
| 23         | Centrocampista | Jesús Molina         | 68' |
| 18         | Centrocampista | Andrés Guardado      |     |
| 11         | Delantero      | Javier Aquino        | 18' |
| 19         | Delantero      | Oribe Peralta        |     |
| 8          | Delantero      | Hirving Lozano       |     |
| Entrenador | Entrenador     | Juan Carlos Osorio   |     |

| 12         | Guardameta     | Dani Hernández        |     |
| 21         | Defensa        | Alexander González    |     |
| 2          | Defensa        | Wilker Ángel          |     |
| 6          | Defensa        | José Manuel Velázquez |     |
| 20         | Defensa        | Rolf Feltscher        |     |
| 15         | Centrocampista | Alejandro Guerra      | 83' |
| 8          | Centrocampista | Tomás Rincón          |     |
| 13         | Centrocampista | Luis Manuel Seijas    |     |
| 18         | Centrocampista | Adalberto Peñaranda   |     |
| 19         | Delantero      | Christian Santos      | 78' |
| 7          | Delantero      | Yonathan Del Valle    | 65' |
| Entrenador | Entrenador     | Rafael Dudamel        |     |

| 10 | Delantero | Jesús Manuel Corona | 18' |
| 7  | Defensa   | Miguel Layún        | 46' |
| 14 | Delantero | Javier Hernández    | 68' |

| 17 | Delantero      | Josef Martínez | 65' |
| 9  | Delantero      | Salomón Rondón | 78' |
| 10 | Centrocampista | Rómulo Otero   | 83' |

| Amonestado | 45+1' | Héctor Herrera |  |
| Amonestado | 59'   | Jesús Molina   |  |

| Amonestado | 3'  | Alexander González  |  |
| Amonestado | 52' | Christian Santos    |  |
| Amonestado | 69' | Adalberto Peñaranda |  |

| Anotado | 80' | Jesús Manuel Corona | 1-1 |

| Anotado | 10' | José Manuel Velásquez | 0-1 |

| Árbitro                      | Yadel Martínez     |
| Árbitros asistentes          | Joseph Fletcher    |
| Árbitros asistentes          | Darío Gaona        |
| Cuarto árbitro               | Armando Villarreal |
| Árbitro asistente de reserva | Hiran Dopico       |

| 1          | Guardameta     | José de Jesús Corona |     |
| 2          | Defensa        | Paul Aguilar         |     |
| 5          | Defensa        | Diego Reyes          |     |
| 15         | Defensa        | Héctor Moreno        |     |
| 6          | Defensa        | Jorge Torres Nilo    | 46' |
| 16         | Centrocampista | Héctor Herrera       |     |
| 23         | Centrocampista | Jesús Molina         | 68' |
| 18         | Centrocampista | Andrés Guardado      |     |
| 11         | Delantero      | Javier Aquino        | 18' |
| 19         | Delantero      | Oribe Peralta        |     |
| 8          | Delantero      | Hirving Lozano       |     |
| Entrenador | Entrenador     | Juan Carlos Osorio   |     |

| 12         | Guardameta     | Dani Hernández        |     |
| 21         | Defensa        | Alexander González    |     |
| 2          | Defensa        | Wilker Ángel          |     |
| 6          | Defensa        | José Manuel Velázquez |     |
| 20         | Defensa        | Rolf Feltscher        |     |
| 15         | Centrocampista | Alejandro Guerra      | 83' |
| 8          | Centrocampista | Tomás Rincón          |     |
| 13         | Centrocampista | Luis Manuel Seijas    |     |
| 18         | Centrocampista | Adalberto Peñaranda   |     |
| 19         | Delantero      | Christian Santos      | 78' |
| 7          | Delantero      | Yonathan Del Valle    | 65' |
| Entrenador | Entrenador     | Rafael Dudamel        |     |

| 10 | Delantero | Jesús Manuel Corona | 18' |
| 7  | Defensa   | Miguel Layún        | 46' |
| 14 | Delantero | Javier Hernández    | 68' |

| 17 | Delantero      | Josef Martínez | 65' |
| 9  | Delantero      | Salomón Rondón | 78' |
| 10 | Centrocampista | Rómulo Otero   | 83' |

| Amonestado | 45+1' | Héctor Herrera |  |
| Amonestado | 59'   | Jesús Molina   |  |

| Amonestado | 3'  | Alexander González  |  |
| Amonestado | 52' | Christian Santos    |  |
| Amonestado | 69' | Adalberto Peñaranda |  |

| Anotado | 80' | Jesús Manuel Corona | 1-1 |

| Anotado | 10' | José Manuel Velásquez | 0-1 |

| Árbitro                      | Yadel Martínez     |
| Árbitros asistentes          | Joseph Fletcher    |
| Árbitros asistentes          | Darío Gaona        |
| Cuarto árbitro               | Armando Villarreal |
| Árbitro asistente de reserva | Hiran Dopico       |

|  |

| \| Estadísticas \| \| \| \| Tiros \| 16 \| 10 \| \| Tiros a puerta \| 8 \| 5 \| \| Faltas \| 15 \| 18 \| \| Saques de esquina \| 5 \| 3 \| \| Penalties \| 0 \| 0 \| \| Fueras de juego \| 1 \| 2 \| \| Posesión de balón \| 66 % \| 34 % \| |                   |                      |
| Estadísticas | Bandera de México | Bandera de Venezuela |
| Tiros | 16                | 10                   |
| Tiros a puerta | 8                 | 5                    |
| Faltas | 15                | 18                   |
| Saques de esquina | 5                 | 3                    |
| Penalties | 0                 | 0                    |
| Fueras de juego | 1                 | 2                    |
| Posesión de balón | 66 %              | 34 %                 |

### Cuartos de final

#### México - Chile
| 18 de junio de 2016 | México | 0:7 (0:2) | Chile                                               | Levi's Stadium, Santa Clara |                         |
|                     |        |           | Puch 16' 88' · Vargas 44' 52' 57' 74' · Sánchez 49' | Árbitro(s): Héber Lopes     | Árbitro(s): Héber Lopes |

| 13         | Guardameta     | Guillermo Ochoa     |     |
| 22         | Defensa        | Paul Aguilar        |     |
| 2          | Defensa        | Néstor Araujo       |     |
| 15         | Defensa        | Héctor Moreno       |     |
| 7          | Defensa        | Miguel Layún        |     |
| 18         | Centrocampista | Andrés Guardado     |     |
| 20         | Centrocampista | Jesús Dueñas        | 46' |
| 16         | Centrocampista | Héctor Herrera      |     |
| 8          | Delantero      | Hirving Lozano      | 46' |
| 14         | Delantero      | Javier Hernández    |     |
| 10         | Delantero      | Jesús Manuel Corona | 59' |
| Entrenador | Entrenador     | Juan Carlos Osorio  |     |

| 1          | Guardameta     | Claudio Bravo         |     |
| 6          | Defensa        | José Pedro Fuenzalida |     |
| 17         | Defensa        | Gary Medel            | 59' |
| 18         | Defensa        | Gonzalo Jara          |     |
| 15         | Defensa        | Jean Beausejour       | 72' |
| 20         | Centrocampista | Charles Aránguiz      |     |
| 21         | Centrocampista | Marcelo Díaz          | 56' |
| 8          | Centrocampista | Arturo Vidal          |     |
| 22         | Delantero      | Edson Puch            |     |
| 7          | Delantero      | Alexis Sánchez        |     |
| 11         | Delantero      | Eduardo Vargas        |     |
| Entrenador | Entrenador     | Juan Antonio Pizzi    |     |

| 21 | Centrocampista | Carlos Peña  | 46' |
| 9  | Delantero      | Raúl Jiménez | 46' |
| 5  | Defensa        | Diego Reyes  | 59' |

| 5  | Centrocampista | Francisco Silva | 56' |
| 3  | Defensa        | Enzo Roco       | 59' |
| 14 | Centrocampista | Mark González   | 72' |

| Amonestado | 58' | Andrés Guardado |  |
| Amonestado | 63' | Miguel Layún    |  |

| Amonestado | 38' | Arturo Vidal |  |

| Anotado | 16' | Edson Puch     | 0 - 1 |
| Anotado | 44' | Eduardo Vargas | 0 - 2 |
| Anotado | 49' | Alexis Sánchez | 0 - 3 |
| Anotado | 52' | Eduardo Vargas | 0 - 4 |
| Anotado | 57' | Eduardo Vargas | 0 - 5 |
| Anotado | 74' | Eduardo Vargas | 0 - 6 |
| Anotado | 88' | Edson Puch     | 0 - 7 |

| Árbitro                      | Héber Lopes     |
| Árbitros asistentes          | Kleber Gil      |
| Árbitros asistentes          | Bruno Boschilia |
| Cuarto árbitro               | José Argote     |
| Árbitro asistente de reserva | Luis Sánchez    |

| 13         | Guardameta     | Guillermo Ochoa     |     |
| 22         | Defensa        | Paul Aguilar        |     |
| 2          | Defensa        | Néstor Araujo       |     |
| 15         | Defensa        | Héctor Moreno       |     |
| 7          | Defensa        | Miguel Layún        |     |
| 18         | Centrocampista | Andrés Guardado     |     |
| 20         | Centrocampista | Jesús Dueñas        | 46' |
| 16         | Centrocampista | Héctor Herrera      |     |
| 8          | Delantero      | Hirving Lozano      | 46' |
| 14         | Delantero      | Javier Hernández    |     |
| 10         | Delantero      | Jesús Manuel Corona | 59' |
| Entrenador | Entrenador     | Juan Carlos Osorio  |     |

| 1          | Guardameta     | Claudio Bravo         |     |
| 6          | Defensa        | José Pedro Fuenzalida |     |
| 17         | Defensa        | Gary Medel            | 59' |
| 18         | Defensa        | Gonzalo Jara          |     |
| 15         | Defensa        | Jean Beausejour       | 72' |
| 20         | Centrocampista | Charles Aránguiz      |     |
| 21         | Centrocampista | Marcelo Díaz          | 56' |
| 8          | Centrocampista | Arturo Vidal          |     |
| 22         | Delantero      | Edson Puch            |     |
| 7          | Delantero      | Alexis Sánchez        |     |
| 11         | Delantero      | Eduardo Vargas        |     |
| Entrenador | Entrenador     | Juan Antonio Pizzi    |     |

| 21 | Centrocampista | Carlos Peña  | 46' |
| 9  | Delantero      | Raúl Jiménez | 46' |
| 5  | Defensa        | Diego Reyes  | 59' |

| 5  | Centrocampista | Francisco Silva | 56' |
| 3  | Defensa        | Enzo Roco       | 59' |
| 14 | Centrocampista | Mark González   | 72' |

| Amonestado | 58' | Andrés Guardado |  |
| Amonestado | 63' | Miguel Layún    |  |

| Amonestado | 38' | Arturo Vidal |  |

| Anotado | 16' | Edson Puch     | 0 - 1 |
| Anotado | 44' | Eduardo Vargas | 0 - 2 |
| Anotado | 49' | Alexis Sánchez | 0 - 3 |
| Anotado | 52' | Eduardo Vargas | 0 - 4 |
| Anotado | 57' | Eduardo Vargas | 0 - 5 |
| Anotado | 74' | Eduardo Vargas | 0 - 6 |
| Anotado | 88' | Edson Puch     | 0 - 7 |

| Árbitro                      | Héber Lopes     |
| Árbitros asistentes          | Kleber Gil      |
| Árbitros asistentes          | Bruno Boschilia |
| Cuarto árbitro               | José Argote     |
| Árbitro asistente de reserva | Luis Sánchez    |

|  |

| Estadísticas      | Bandera de México | Bandera de Chile |
| Tiros             | 8                 | 18               |
| Recuperaciones    | 24                | 40               |
| Faltas            | 13                | 10               |
| Saques de esquina | 7                 | 4                |
| Penalties         | 0                 | 0                |
| Fueras de juego   | 1                 | 6                |
| Pases correctos   | 252               | 444              |
| Pases incorrectos | 84                | 65               |
| Posesión de balón | 40 %              | 60 %             |

## Estadísticas

### Participación de jugadores
| #  | Pos        | Jugador              | PJ | Minutos Jugados | Goles recibidos | Atajos | Tarjetas Amarillas | Doble Tarjeta Amarilla y Roja | Tarjetas Rojas directas |
| -- | ---------- | -------------------- | -- | --------------- | --------------- | ------ | ------------------ | ----------------------------- | ----------------------- |
| 1  | Guardameta | José de Jesús Corona | 0  | 0               | 0               | 0      | 0                  | 0                             | 0                       |
| 12 | Guardameta | Alfredo Talavera     | 1  | 90'             | 1               | 2      | 0                  | 0                             | 0                       |
| 13 | Guardameta | Guillermo Ochoa      | 0  | 0               | 0               | 0      | 0                  | 0                             | 0                       |

| #  | Pos            | Jugador             | PJ (T/S) | Minutos Jugados | (P) | Asistencias | Tarjetas Amarillas | Doble Tarjeta Amarilla y Roja | Tarjetas Rojas directas |
| -- | -------------- | ------------------- | -------- | --------------- | --- | ----------- | ------------------ | ----------------------------- | ----------------------- |
| 2  | Defensa        | Néstor Araujo       | 1 (1/0)  | 90'             | 0   | 0           | 0                  | 0                             | 0                       |
| 3  | Defensa        | Yasser Corona       | 0        | 0               | 0   | 0           | 0                  | 0                             | 0                       |
| 4  | Defensa        | Rafael Márquez      | 1 (1/0)  | 90'             | 1   | 0           | 0                  | 0                             | 0                       |
| 5  | Defensa        | Diego Reyes         | 1 (1/0)  | 90'             | 0   | 0           | 0                  | 0                             | 0                       |
| 6  | Defensa        | Jorge Torres Nilo   | 0        | 0               | 0   | 0           | 0                  | 0                             | 0                       |
| 7  | Defensa        | Miguel Layún        | 1 (1/0)  | 90'             | 0   | 0           | 0                  | 0                             | 0                       |
| 8  | Delantero      | Hirving Lozano      | 1 (0/1)  | 35'             | 0   | 0           | 0                  | 0                             | 0                       |
| 9  | Delantero      | Raúl Jiménez        | 1 (0/1)  | 7'              | 0   | 2           | 1                  | 0                             | 0                       |
| 10 | Delantero      | Jesús Manuel Corona | 1 (1/0)  | 61'             | 0   | 0           | 0                  | 0                             | 0                       |
| 11 | Centrocampista | Javier Aquino       | 1 (1/0)  | 55'             | 0   | 0           | 0                  | 0                             | 0                       |
| 14 | Delantero      | Javier Hernández    | 1 (1/0)  | 83'             | 0   | 0           | 0                  | 0                             | 0                       |
| 15 | Defensa        | Héctor Moreno       | 1 (1/0)  | 90'             | 0   | 0           | 0                  | 0                             | 0                       |
| 16 | Centrocampista | Héctor Herrera      | 1 (1/0)  | 90'             | 1   | 0           | 0                  | 0                             | 0                       |
| 17 | Centrocampista | Cándido Ramírez     | 0        | 0               | 0   | 0           | 0                  | 0                             | 0                       |
| 18 | Centrocampista | Andrés Guardado     | 1 (1/0)  | 73'             | 0   | 0           | 0                  | 1                             | 0                       |
| 19 | Delantero      | Oribe Peralta       | 0        | 0               | 0   | 0           | 0                  | 0                             | 0                       |
| 20 | Centrocampista | Jesús Dueñas        | 1 (0/1)  | 39'             | 0   | 0           | 0                  | 0                             | 0                       |
| 21 | Centrocampista | Carlos Peña         | 0        | 0               | 0   | 0           | 0                  | 0                             | 0                       |
| 22 | Defensa        | Paul Aguilar        | 0        | 0               | 0   | 0           | 0                  | 0                             | 0                       |
| 23 | Centrocampista | Jesús Molina        | 0        | 0               | 0   | 0           | 0                  | 0                             | 0                       |

### Clasificación general
| Pos. | Selección      | Gr. | Pts. | PJ | PG | PE | PP | GF | GC | Dif | Rend. |
| ---- | -------------- | --- | ---- | -- | -- | -- | -- | -- | -- | --- | ----- |
| 1    | Chile          | D   | 13   | 6  | 4  | 1  | 1  | 16 | 5  | 11  | 72.2% |
| 2    | Argentina      | D   | 16   | 6  | 5  | 1  | 0  | 18 | 2  | 16  | 88.9% |
| 3    | Colombia       | A   | 10   | 6  | 3  | 1  | 2  | 7  | 6  | 1   | 55.6% |
| 4    | Estados Unidos | A   | 9    | 6  | 3  | 0  | 3  | 7  | 8  | -1  | 50%   |
| 5    | Perú           | B   | 8    | 4  | 2  | 2  | 0  | 4  | 2  | 2   | 66.7% |
| 6    | Venezuela      | C   | 7    | 4  | 2  | 1  | 1  | 4  | 5  | -1  | 58.3% |
| 7    | México         | C   | 7    | 4  | 2  | 1  | 1  | 6  | 9  | -3  | 58.3% |
| 8    | Ecuador        | B   | 5    | 4  | 1  | 2  | 1  | 7  | 4  | 3   | 41.7% |
| 9    | Brasil         | B   | 4    | 3  | 1  | 1  | 1  | 7  | 2  | 5   | 44.4% |
| 10   | Costa Rica     | A   | 4    | 3  | 1  | 1  | 1  | 3  | 6  | -3  | 44.4% |
| 11   | Uruguay        | C   | 3    | 3  | 1  | 0  | 2  | 4  | 4  | 0   | 33.3% |
| 12   | Panamá         | D   | 3    | 3  | 1  | 0  | 2  | 4  | 10 | -6  | 33.3% |
| 13   | Paraguay       | A   | 1    | 3  | 0  | 1  | 2  | 1  | 3  | -2  | 11.1% |
| 14   | Bolivia        | D   | 0    | 3  | 0  | 0  | 3  | 2  | 7  | -5  | 0%    |
| 15   | Jamaica        | C   | 0    | 3  | 0  | 0  | 3  | 0  | 6  | -6  | 0%    |
| 16   | Haití          | B   | 0    | 3  | 0  | 0  | 3  | 1  | 12 | -11 | 0%    |